# Ranot (huyện)
Ranot (tiếng Thái: ระโนด) là huyện (amphoe) cực bắc của tỉnh Songkhla, miền nam Thái Lan.

## Địa lý
Các huyện giáp ranh (từ phía nam theo chiều kim đồng hồ) là: Sathing Phra, Krasae Sin của tỉnh Songkhla, Mueang Phatthalung, Khuan Khanun của Phatthalung Province, Cha-uat và Hua Sai của tỉnh Nakhon Si Thammarat. Về phía đông là vịnh Thái Lan.

## Hành chính
Huyện này được chia thành 12 phó huyện (tambon), các đơn vị này lại được chia ra thành 72 làng (muban). Có hai thị trấn (thesaban tambon) - Ranot nằm trên một phần của tambon Ranot, và Bo Tru nằm trên một phần của tambon Bo Tru, Ra Wa and Wat Son. Có 12 Tổ chức hành chính tambon.
| STT. | Tên           | Tên Thái | Số làng | Dân số |  |
| ---- | ------------- | -------- | ------- | ------ |  |
| 1.   | Ranot         | ระโนด    | 7       | 10.807 |  |
| 2.   | Khlong Daen   | คลองแดน  | 5       | 3.819  |  |
| 3.   | Takhria       | ตะเครียะ  | 5       | 4.568  |  |
| 4.   | Tha Bon       | ท่าบอน    | 10      | 9.473  |  |
| 5.   | Ban Mai       | บ้านใหม่   | 9       | 4.690  |  |
| 6.   | Bo Tru        | บ่อตรุ     | 5       | 7.944  |  |
| 7.   | Pak Trae      | ปากแตระ  | 6       | 5.930  |  |
| 8.   | Phang Yang    | พังยาง    | 4       | 3.729  |  |
| 9.   | Ra Wa         | ระวะ     | 7       | 6.762  |  |
| 10.  | Wat Son       | วัดสน     | 4       | 5.408  |  |
| 11.  | Ban Khao      | บ้านขาว   | 6       | 4.900  |  |
| 12.  | Daen Sa-nguan | แดนสงวน  | 4       | 2.896  |  |